# Volkswagen Touran
A Volkswagen Touran é uma minivan compacta lançada em 2003 pela Volkswagen. É baseada na plataforma do VW Golf e tem capacidade para 7 passageiros.  Este carro é clássico por ser uma versão minivan do VW Golf.

## Galeria
- Primeira geração (2003-15)
- Segunda geração (2015-presente)